# Théo Forner
Théo Forner (17 de outubro de 2001) é um jogador de rugby francês, que joga na posição de back.

## Carreira
De Espira-de-l'Agly, no nordeste dos Pirenéus Orientais, seu avô jogou rugby union como adereço e seu pai jogou rugby league em Estagel antes de também jogar rugby union. Ele jogou quando jovem no Esc-Bac-Asp em Espira-de-l'Agly e foi educado em Perpignan na escola secundária Maillol. Em 2019, ele foi recrutado para a academia da USAP, originalmente jogando como fly-half, mas depois se converteu em wing.
Um ponta, ele passou pela academia da USAP e fez sua estreia na EPCR Challenge Cup durante a temporada 2021-22. Na temporada seguinte, ele fez sua estreia na liga pelo clube. Ele causou impacto após estrear pela seleção francesa de rúgbi sevens e foi nomeado o novato do ano de rúgbi sevens em maio de 2023.
Em 2024, ele jogou enquanto a França conquistou o bronze na etapa de Sevens do Canadá de 2024 do SVNS de 2023-24, e suas performances o levaram a ser apelidado de "Príncipe de Vancouver" na mídia. Ele então marcou um try na final do Sevens dos EUA de 2024 em Los Angeles, quando a França derrotou a Grã-Bretanha na final para sua primeira vitória em um torneio internacional em 19 anos. Ele também conquistou sua 50ª internacionalização pela equipe de sevens da França durante a competição. Em junho de 2024, ele marcou na final quando a França venceu o Sevens da Espanha de 2024 em Madri.
Em julho de 2024, foi confirmado na seleção francesa para as Olimpíadas de Paris 2024.